# هوارد لي ماكباين
هوارد لي ماكباين (بالإنجليزية: Howard Lee McBain)‏ هو عالم سياسة وأستاذ جامعي أمريكي، ولد في 1880 في تورونتو في كندا، وتوفي في 1936.